# Christian Berkel
Christian Berkel (* 28. října 1957, Berlín) je německý herec.

## Život a kariéra
Jeho otec byl vojenským lékařem ve druhé světové válce a jeho matka pocházela z německé židovské rodiny.
Od 14 let žil v Paříži, kde studoval herectví. Později pokračoval na Německé filmové a televizní akademii v Berlíně. Byl nadaný, a tak se objevil na jevištích ve městech jako Augsburg, Düsseldorf, Mnichov, Vídeň a dalších. Slávu mu přinesla role doktora Ernsta-Günthera Schencka ve filmu Pád Třetí říše. Další známé role získal ve filmech Černá kniha, Valkýra a Hanebný pancharti. Je německé národnosti, ale mluví plynně anglicky i francouzsky.
Žije v Berlíně s herečkou Andreou Sawatzkou, se kterou má dva syny.

## Filmografie (výběr)
- Hadí vejce (1977)
- Místo činu (1978)
- Pád Třetí říše (2004)
- Místo činu (2005)
- Černá kniha (2006)
- Valkýra (film) (2008)
- Hanebný pancharti (2009)